# Guidonia Montecelio
Guidonia Montecelio is een gemeente in de Italiaanse provincie Rome (regio Lazio) en telt 73.073 inwoners (31-12-2004). De oppervlakte bedraagt 79,1 km², de bevolkingsdichtheid is 867 inwoners per km².
De volgende frazioni maken deel uit van de gemeente: Albuccione, Collefiorito, Montecelio, Setteville, Villalba, Villanova.

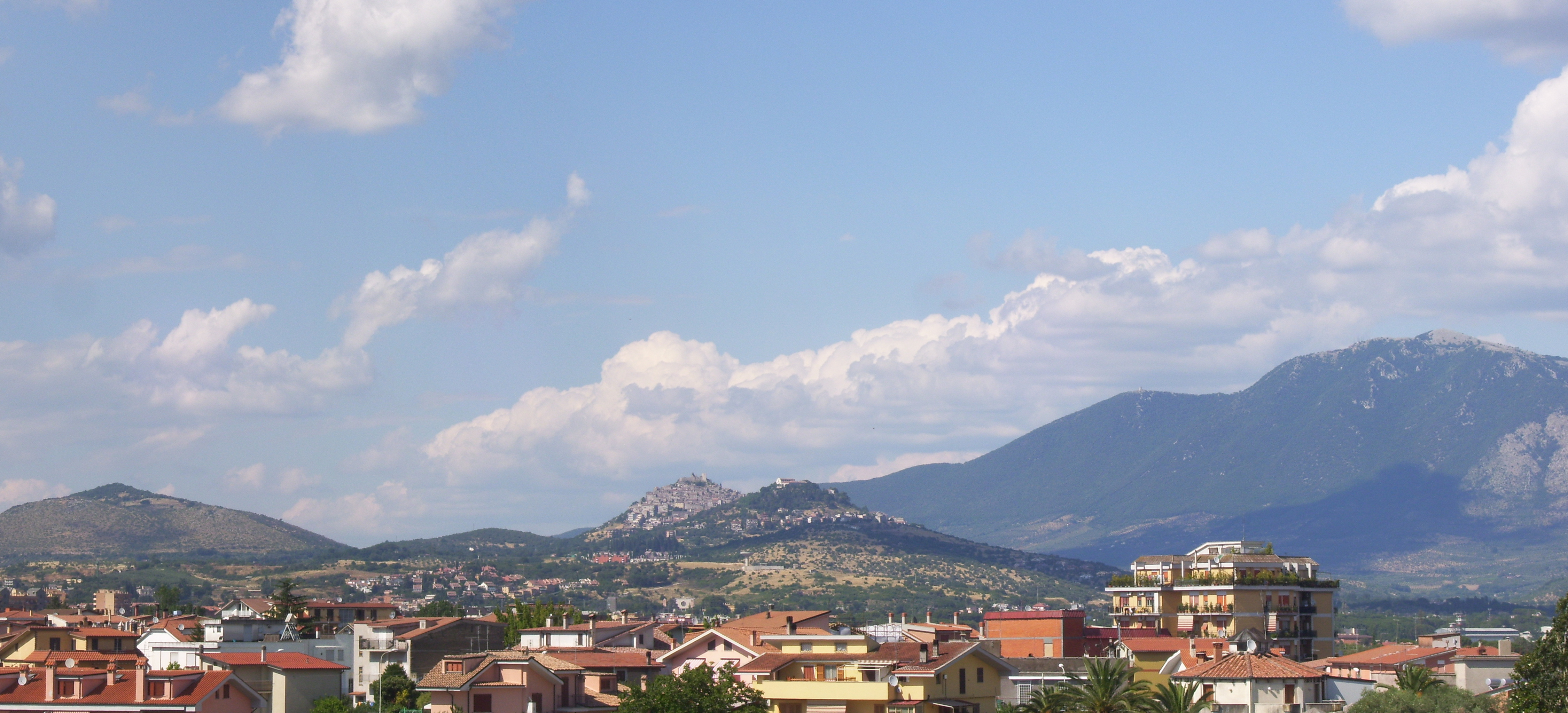
Op de voorgrond: Guidonia, op de achtergrond: Montecelio
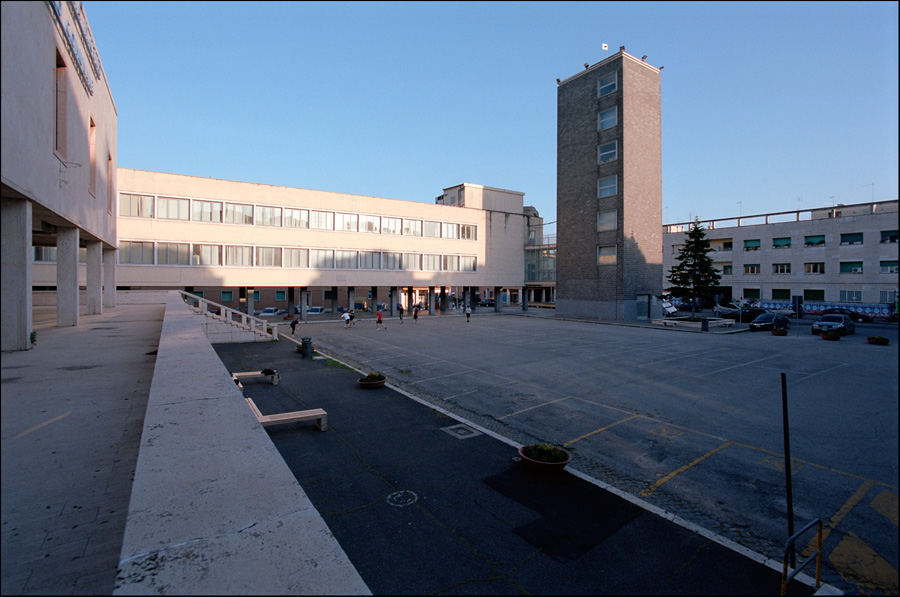
Gemeentehuis
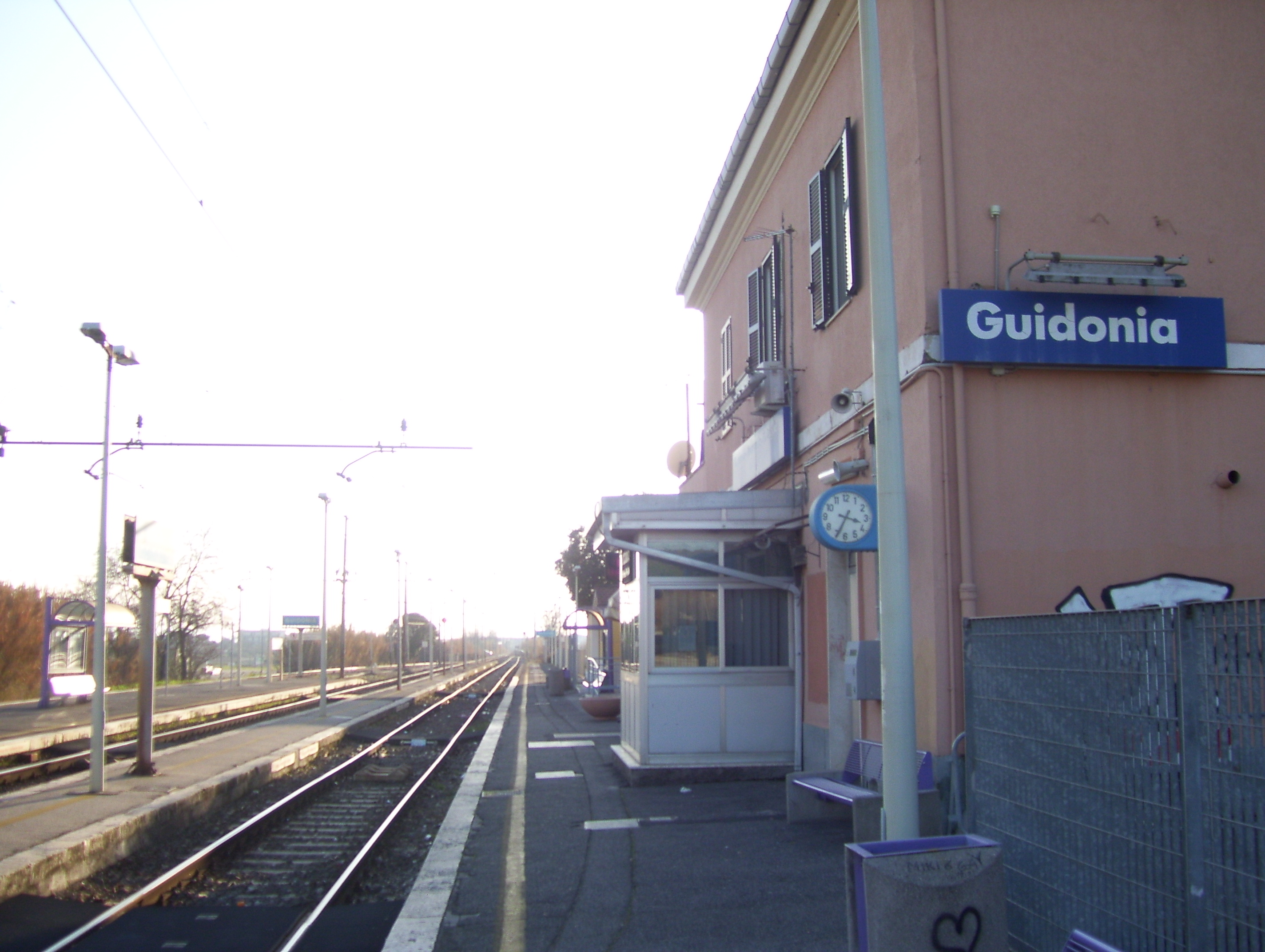
Station van Guidonia Montecelio
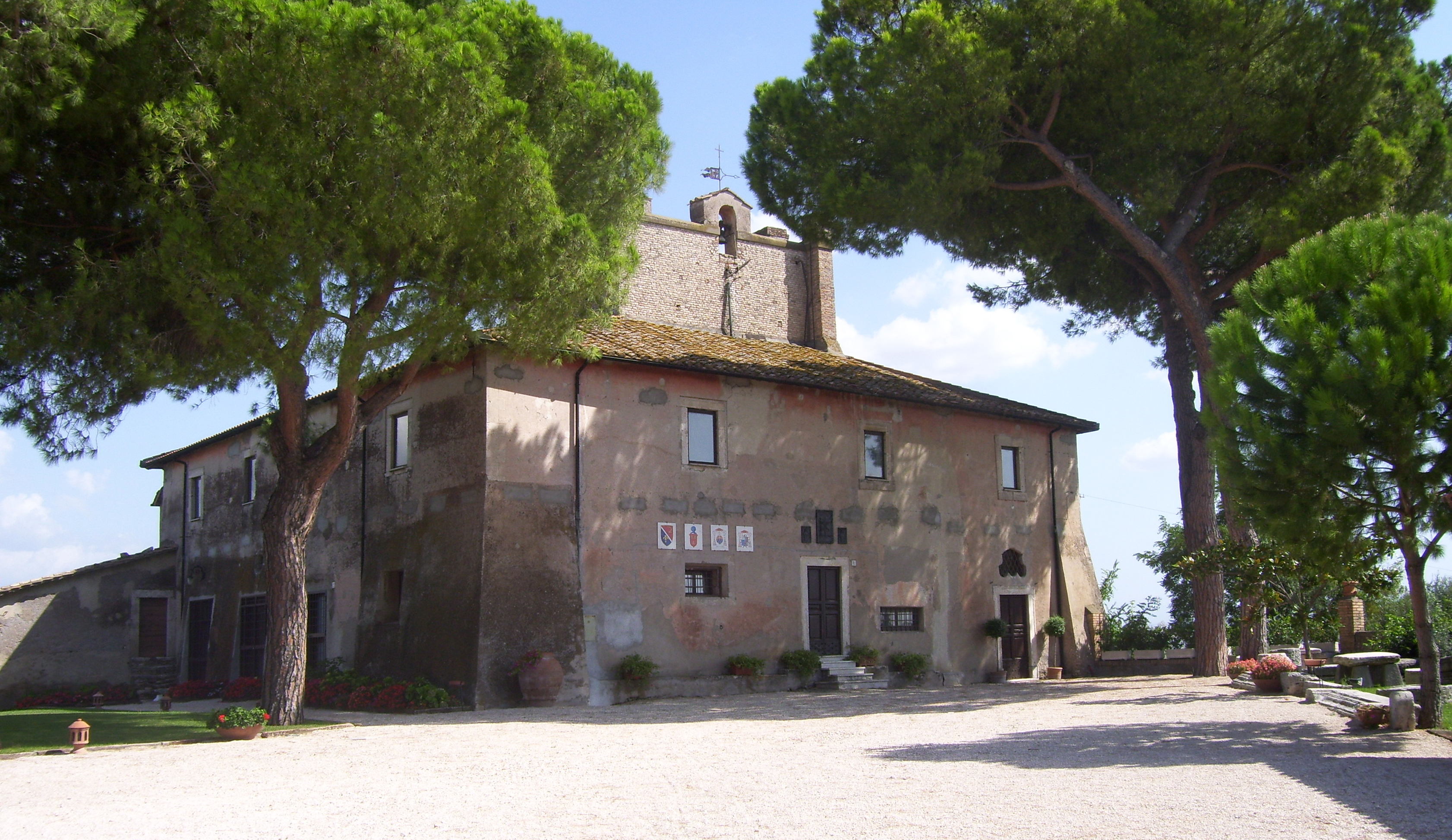
Tor de' Sordi
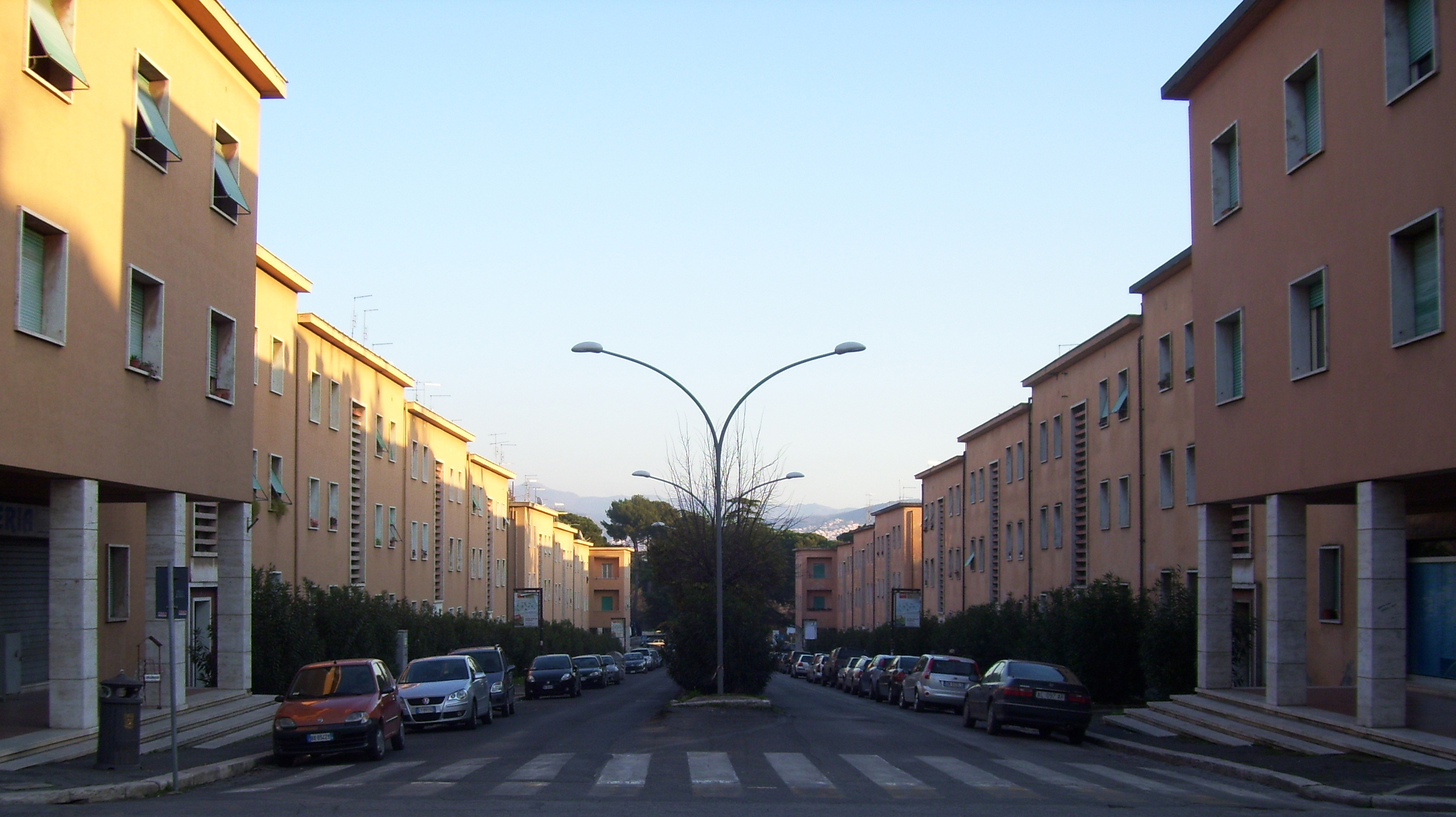
Via Leonardo da Vinci, Guidonia
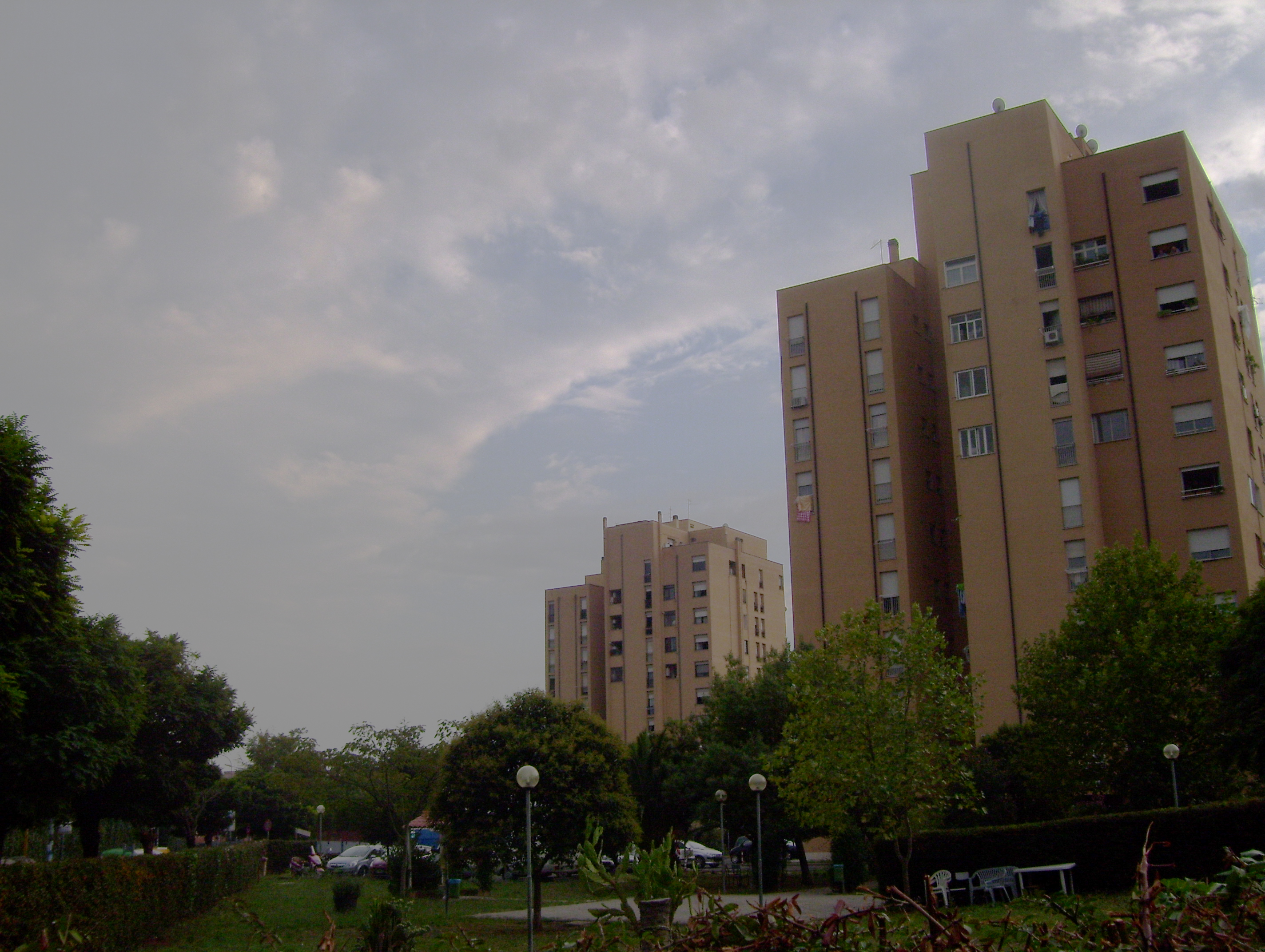
Guidonia

## Demografie
Guidonia Montecelio telt ongeveer 27800 huishoudens. Het aantal inwoners steeg in de periode 1991-2001 met 21,6% volgens cijfers uit de tienjaarlijkse volkstellingen van ISTAT.
| Jaar | Inwoneraantal |
| ---- | ------------- |
| 1991 | 55.544        |
| 2001 | 67.516        |

## Geografie
De gemeente ligt op ongeveer 105 m boven zeeniveau.
Guidonia Montecelio grenst aan de volgende gemeenten: Fonte Nuova, Marcellina, Palombara Sabina, Rome, San Polo dei Cavalieri, Sant'Angelo Romano, Tivoli.